# هاملت عیسی‌خانلی
هاملت عیسی خانلی (ترکی آذربایجانی: Hamlet Abdulla oğlu İsayev؛ ۱ مارس ۱۹۴۸) ریاضی‌دان، دکترای فیزیک-ریاضی، پروفسور، شاعر، نویسنده، مترجم، کارشناس در حوزه‌های علم، فرهنگ و تاریخ آموزش عالی، ادبیات و زبان و مؤلف آثار مختلف در تاریخ و فلسفه است. وی در آثاری که در زمینه‌های علوم اجتماعی و انسانی نوشته، همچنین در اشعار خود از نام خانوادگی عیسی خانلی استفاده کرده است. تمامی تألیفات وی در ریاضیات با نام خانوادگی «عیسی‌یو» به چاپ رسیده است. اکنون وی در میان توده مردم بیشتر با عنوان هاملت عیسی خانلی شناخته می‌شود.

## فعالیت‌ها
هاملت عیسی خانلی شخصیتی علمی-هنری است که در حوزه‌های مختلف فعالیت داشته و دارد- ریاضی‌دان، دارای تألیات در بیشتر رشته‌های علوم انسانی و علوم اجتماعی، پدیدآورنده آثار ادبی، مترجم، روشن‌فکر، مدیر و مؤسس دانشگاه خزر، رئیس شورای روسای دانشگاه خزر، مؤسس مدرسه دنیا (تحصیلات ابتدائی متوسطه عمومی و متوسطه تخصصی)، مؤسس انتشارات، ویراستار، فعال اجتماعی و… فعالیت‌ها، دیدگاه‌ها و نظریات هاملت عیسی خانلی در زمینه سیستم تحصیلی کشورهای دارای اقتصاد در حال گذر، در افکار و فعالیت‌های فرهنگیان، مردان دولتی، سیاستمداران و به‌طور کلی آراء عمومی تأثیرات مثبت خود را داشته است. وی روشنفکری است که همواره افکار خود را به‌طور شفاف بیان می‌کند.
وی نوه عیسی خان قاچاق مشهور است که در اواخر سال ۱۹۲۰ و در سال‌های ۱۹۳۰ در گرجستان و ارمنستان رهبری شورش علیه حکومت شوروی را برعهده داشته است.

## زندگی‌نامه
هاملت عیسی خانلی در اول مارس سال ۱۹۴۸ در روستای کوسالی شهرستان گاردابانی (گارایازی قدیم) گرجستان به دنیا آمده است. در سال ۱۹۶۵ تحصیلات متوسطه را با مدال طلا به پایان رسانده و وارد دانشکده مکانیک-ریاضی دانشگاه دولتی آذربایجان (اکنون دانشگاه دولتی باکو نامیده می‌شود) شد. در سال ۱۹۷۰ با مدرک برتر از این دانشگاه فارغ‌التحصیل شد. در سال ۱۹۷۰ با خانم نائله عسگرلی ازدواج کرد. در سال ۱۹۷۳–۱۹۷۰ از طرف انستیتو مکانیک و ریاضیات آکادمی علوم آذربایجان برای تحصیل در مقطع دکتری در دانشگاه دولتی مسکو به نام م.و. لومونوسوف اعزام گردید و در سال ۱۹۷۳ پس از دفاع از رساله خود در موضوع «بعضی از مسائل نظریه سکترال دسته‌های اپراتور» به درجه دکتری در علوم فیزیک و ریاضی نایل آمد.
هاملت عیسی خانلی در سال‌های ۱۹۷۳–۱۹۸۳ در مسکو و در باکو، در دانشگاه دولتی مسکو به نام لومونوسوو، در انستیتوی ریاضی آکادمی علوم شوروی (سابق) نام استکلوو، در انستیتوی مکانیک و ریاضی آکادمی علوم آذربایجان و در دانشگاه دولتی آذربایجان فعالیت نمود و به کار علمی- پژوهشی، بعضاً به امر تدریس پرداخت. سپس در انستیتوی نفت و شیمی آذربایجان (آکادمی دولتی نفت آذربایجان کنونی) و در انستیتوی اقتصاد و مالی لنین گراد (در شعبه باکو) به عنوان پروفسور و رئیس گروه فعالیت کرد.
از وی آثاری علمی- پژوهشی در مجلات علمی کشورهای بانفوذی همچون آلمان، کانادا، انگلستان، آمریکا و شوروی (سابق) به چاپ رسیده است.
وی در سال ۱۹۸۳ در انستیتوی ریاضیات آکادمی علوم شوروی در مسکو (به نام استنکلوو) با دفاع از تز دکترای خود در موضوع «بعضی از مسائل نظریه چند ضلعی سپکترال» به درجه پروفسوری نایل شد.
وی با نام هاملت عیسی خانلی آثاری ادبی، دیوان اشعار، کتاب‌ها و مقالاتی در علوم اجتماعی، انسانی و در موضوع و علم و تدریس منتشر ساخت.
در سال ۱۹۹۱ اقدام به تأسیس دانشگاه انگلیسی زبان آذربایجان کرد و این مرکز آموزش عالی را که با قرار مورخ ۲۰ دسامبر ۱۹۹۰ هیئت وزیران آذربایجان شوروی و ۱۸ مارس ۱۹۹۱ کابینه وزیران جمهوری آذربایجان رسمی شده بود، تأسیس کرد و از ابتدا اقدام به بنا کردن آن نمود. وی به عنوان مؤسس و مدیر اولین دانشگاه خصوصی آذربایجان فعالیت گسترده‌ای نمود. اندکی بعد این مرکز علمی- فرهنگی، آموزشی و پژوهشی که نام دانشگاه خزر را به خود گرفت، تبدیل به یکی از مراکز بانفوذ در جمهوری آذربایجان شد که می‌تواند کشور خود را در دنیا هر چه بهتر بشناساند.
وی که بیشتر به ماسئل استراتژیک دانشگاه خزر می‌پرداخت و درصدد پژوهش‌های علمی- ادبی بود، در اوایل سال ۲۰۱۰ به منظور تعیین رئیس جدید برای دانشگاه مسابقه اعلام کرد. از ماه سپتامبر سال ۲۰۱۰ وی فعالیت خود را به عنوان رئیس شورای مدیران آغاز نمود؛ و پروفسور جان رایدر (John Ryder) پس از موفقیت در مسابقه به عنوان رئیس جدید انتخاب شد. هاملت عیسی خان لی اولین شخص در آذربایجان است که در دانشگاه شورای مدیران تأسیس کرد و از طریق مسابقه از خارج از کشور برای اداره دانشگاه مدیر دعوت کرد.
هاملت عیسی خانلی همزمان با شهرت در زمینه مدیریت در حوزه علم و پژوهش، تأثیرات مهمی نیز در حوزه‌های ادبیات، فرهنگ، توسعه هنر و فرهنگ مطبوعات و سیاست، همچنین در موضوع ورزش داشته و دارد.
هاملت عیسی خانلی- ریاضی‌دان
هاملت عیسی‌یو به عنوان دانشمندی دارای دانش وسیع ریاضی و پژوهشگری قوی شناخته شده است. وی در حوزه‌هایی همچون نظریه اپراتورهای نامتصل علوم تطبیقی و ریاضی، نظریه سپکترال دارای کارکردهای گوناگون، نظریه سپکترال واحد، معادلات و سفیر سنیال و مدل‌های ریاضی اقتصادیات به نتایجی جدی و مهم نائل آمده است. وی اولین پژوهشگر در کشور شوروی (سابق) در بیشتر حوزه‌های ریاضی مربوط به فیزیک بود.
هاملت عیسی‌یو همزمان با این که نماینده مکتب ریاضی مسکو بود، از تجاب مکاتب علمی کشورهای آمریکا، انگلستان، آلمان و کانادا نیز بهره برد. در دوره «پرده آهنین» کشور شوروی، علی‌رغم مشکلات فراوان، وی کشورهای غربی را نه فقط از راه دور، بلکه از نزدیک و با دعوت لندن به عنوان استاد مدعو کشف و مطالعه کرد.
در سال‌های اخیر نیز دانشگاه‌ها، آکادمی‌ها و مراکز علمی مختلف در اروپا، آمریکا، آسیا و آفریقا وی را برای ایراد سخنرانی‌های علمی، پژوهش‌های مشترک و سخنرانی در کنفرانس‌های علمی دعوت کرده‌اند. وی نیز به نوبه خود همکاران خود را از کشورهای مختلف برای سخنرانی و تحکیم هر چه بیشتر روابط به مسکو و باکو دعوت کرده است. هنوز در دوره شوروی وی موفق به ایجاد شبکه علمی بین‌المللی شده بود.
پژوهش‌های هاملت عیسی‌یو در زمینه ریاضیات از طرف اعضای آکادمی علوم شوروی (سابق) ن.ن. بوگولیوبوف، و.س. ولادیمیراف، س.م. نیکولسکی، دارندگان جایزه لنین ب.م. لویتان و و.ب. لیدسکی، همچنین از سوی ا.ق. کستیوچنکو، ا.ا. دزین، و.ا. سادوونیچی (وی هم‌اکنون رئیس دانشگاه دولتی مسکو به نام م.و. لومونوسوف می‌باشد)، پروفسور ف. آتیکنسون (دانشگاه تورنتو)، پروفسور پ.ج. براون (دانشگاه کالگاری) و دیگر ریاضی‌دانان شناخته شده، از جمله ریاضی‌دانان آذربایجان زاهد خلیل‌اف و میرعباس قاسم‌اف در حد عالی ارج می‌نهادند.
آثار علمی ایشان از سوی هیئت رئیسه آکادمی علوم شوروی (سابق) در لیست «بهترین آثار علمی سال» وارد شد.
هاملت عیسی خانلی- شاعر
هاملت عیسی خانلی در آذربایجان و دیگر کشورها علاوه بر عالم بودن، به عنوان شاعر نیز شناخته می‌شود. وی از دوران نوجوانی و جوانی شعر می‌سروده ولی مدت مدیدی آن‌ها را چاپ نمی‌کرده است.
در آذربایجان، روسیه، چین، ایران، گرجستان و پاکستان و دیگر کشورها اشعار وی به صورت کتاب و در مجله، روزنامه و مجموعه‌های اشعار به چاپ رسیده است. اشعار وی به زبان‌های روسی، انگلیسی، چینی، گرجی، استونی، ترکی و دیگر زبان‌ها ترجمه شده است.
هاملت عیسی خانلی- مترجم
هاملت عیسی خانلی در زمینه کار ترجمه نیز فعالیت داشته است. به ویژه وی اشعاری از شاعران روسی، انگلیسی و فرانسوی را از زبان اصلی به ترکی آذربایجانی ترجمه کرده است. از آن میان می‌توان آثار این افراد را نام برد: و.ا. ژوکووسکی، ف. باراتیسنکی، ف.ا. تیوتچو، ا. فِت. سرگی یسنین، نیکولای قومیلیوو، آنّا آخماتووا، آلّا آخونداوا، جرج قوردون بایرون، و. بلیک، ر. هرّیک و گ. دِه نروال.
وی همچنین در مجموعه‌ای به نام «ترجمه‌های ادبی- شعری» (بخش اول) آثار مترجمان آذربایجانی را که از زبان‌های انگلیسی، روسی و فرانسوی به ترکی آذربایجانی و بالعکس ترجمه کرده‌اند، ویراستاری و جمع‌آوری کرده است. این کتاب در سال ۳۰۰۵ در باکو، در انتشارات دانشگاه خزر به چاپ رسیده است.
شعر و موسیقی
هاملت عیسی خانلی با اشعار خوش آهنگ و دل‌نشین خود، نظر آهنگ‌سازان آذربایجانی را به خود معطوف کرده است. برای اشعار وی آهنگ‌ها و نمایشنامه‌های زیادی ساخته شده است. وی شعری به نام «دانشگاهم خزر» سروده است که آهنگ‌سازان شناخته شده‌ای همچو رامیز مصطفی‌یو و واصف آدی گوزل اف برای آن آهنگ ساخته‌اند. رامیز مصطفی‌یو برای شعر «در سراغ خزر» وی آهنگ دانشجویی ساخته است. آنچه در ذیل می‌آید، نام آهنگ‌سازان و اشعاری از هاملت عیسی خانلی است که به آمفی آهنگ ساخته شده است.
- واقف گرایزاده «هجران»
- لطفیار ایمان اف «زندگی که سخت نیست…»
- نائله عیسی‌یوا «ترا فقط دوست داشتم»، «زیباست»، «لاله»، «اینجی چیچیی»، «با دو دختر»، «می‌خواهم تنها بمانم»، «زودتر بیایید»، «دنیای من»
- الزا سید جهان «این دنیا یک معما است»، «یکی از ما دو نفر»، «باکو»
- جهانگیر ذوالفقاراف «محل دیوار»
- طاهر اکبر «رباعیات (و یا وقت اختصاصی من) و «من می‌توانم با تو باشم»
- دلارا غلام اوا «سؤال قدیم»، «شب معجزه»، «ابرهای مانده در کودکی»
علاوه بر اینها، نمایشنامه‌ای نیز بر اساس مجموعهٔ شعری وی با نام «عمر یک لحظه است» ساخته شده و به آن آهنگ نیز سروده شده است. جوانشیر قلی‌یف که برای مجموعه شعری «زیارت» هاملت عیسی خانلی آهنگ ساخته است، علاوه بر این، برای ۱۱ شعر وی نیز آهنگ ساخته است. آهنگ‌های ساخته شده از سوی برلیانت داداش اوا، لطفیار ایمان‌اف، فلورا کریم اوا، القار مراداف، آذرزینال اف، رشیده بهبود اوا، آیگون بیلر، کلیاناق محمد اوا، مانانا چاپاریدزه، الزاسید جهان، سامر جعفراف، فدایه چین، ارکستر سمفونیک ملّی آذربایجان، گروه‌های «مساوالان»، «شرون»، «کریستال»، همچنین عارف بایایف، عالم قاسم‌اف، نزاکت تیموراوا، ضابط نبی‌زاده، ذاکر علی‌یف و آبگول میرزا علی‌یف به خوبی اجرا می‌شود.
هاملت عیسی خانلی نویسنده This dictionary is, without any doubt, one of the monumental achievements of the Azerbaijani culture.
The textbook “The Azerbaijani Language" for foreigners is based on the communicative approach, written by Hamlet Isakhanli with two co-authors as a handbook to which foreigners and teachers may have recourse.
آثار بدیعی و اجتماعی هاملت عیسی خانلی در زمینه نویسندگی بسیار است. نوشته او با نام «در سراغ خزر» می‌تواند در زمره آثار مستند قرار بگیرد. این اثر هم در داخل آذربایجان و هم در عرصه بین‌المللی بسیار شناخته شد و مورد استقبال خوانندگان قرار گرفت. این کتاب که به روش نقلی نوشته شده است حاکی محیط فرهنگی و سیاسی خاص دوره به وجود آمدن مرکز آموزش عالی جدید همچنین تصویر اصیل جهات روانشناختی و فردی همین‌طور در برگیرنده تحلیل دقیق از حوادث روز است. در مقدمه کتاب مؤلف خاطر نشان می‌سازد تأسیس دانشگاه خزر و حقایق مربوط به توسعه و پیشرفت آن مرکز خاطرات فراموش نشده‌ای را در ذهنم منقوش ساخته است. می‌خواهم حوادث را آن گونه که هست و به‌طور صمیمی به نظر خوانندگان برسانم.
هاملت عیسی خانلی همچنین صاحب آثاری ادبی مربوط به ادبیات و تاریخ فرهنگ شخصیت‌های شناخته شده و چالش‌های روز است.
هاملت عیسی خانلی ادیب و زبان‌شناس
هاملت عیسی خانلی در زمینه زبان و ادبیات، نظریه ترجمه و تاریخ آن آثاری گرانبها نوشته است. وی در این زمینه صاحب مقالات و نوشته‌های علمی و درسی زیادی است.
هاملت عیسی خانلی یکی از مؤلفان لغت‌نامه شش جلدی خزر انگلیسی آذربایجانی است. گفتنی است ویراستاری و تنظیمات تمامی لغت اکنون به پایان رسیده سه جلد از آن به چاپ رسیده و بقیه آن در حال آماده‌سازی برای چاپ است. بدون تردید این لغت را می‌توان یکی از موفقیت‌های بزرگ عرصه زبان‌شناسی در آذربایجان قلمداد کرد.
هاملت عیسی خانلی که به همراه دو همکار خود «الزا اسماعیلوا و فرانگیز نصیروا» کتاب درسی «زبان آذربایجانی برای اجنبی‌ها» را تألیف کرده است. این کتاب اکنون مورد رجوع بسیاری از شهروندان خارجی و اساتید است. این کتاب حاصل فعالیت‌های تجربی و پژوهش‌های نظری وی و دانشجویان او در زمینه یادگیری زبان دوم است.
پژوهش‌های هاملت عیسی خانلی در زمینه مسائل ترجمه بسیار جالب است. وی مقاله‌ای با نام «ترجمهٔ ادبی. جستجوی زیبایی و آهنگ خوش در درون چارچوب‌های محدود» نوشته است که در این مقاله تحلیلی از تاریخ انسیت شرق و غرب در زمینه ترجمه بررسی شده است. این اثر که به بررسی مشکلات و چالش‌های موجود در زمینه ترجمه ادبی از زبان‌های گوناگون به ترکی آذربایجانی همچنین از ترکی آذربایجانی به زبان‌های گوناگون اختصاص دارد به گفته اهالی فن و کسانی که دستی در کار ترجمه دارند یکی از منابع مهم، بی‌بدیل و رومیزی در این زمینه می-باشد.
نوشته‌های وی در زمینه تاریخ و ویژگی‌های ترجمه عمرخیام به ترکی آذربایجانی و زبان انگلیسی نیز مورد توجه کارشناسان و خوانندگان قرار گرفت.
هاملت عیسی خانلی در نوشته‌های خود همچنین به بررسی چالش‌های تاریخ مطبوعات، ادبیات و هویت ملی،<ادبیات و عشق، ادبیات و فلسفه نیز می-پردازد.
هاملت عیسی خانلی پژوهشگر علوم اجتماعی و انسانی
در فعالیت علمی هاملت عیسی خانلی فلسفه تاریخ و تاریخ، سیاست و روابط بین‌الملل، فرهنگ و تاریخ علم و آثاری در این موضوعات جایگاهی مهم و اساسی دارند. تألیفات وی در موضوعات «تأملاتی دربارهٔ حرکت آزادی ملی» آمریکا در نظرگاه اهالی آذربایجانی، گفتگوها در مورد مشکل قره‌باغ کوهستانی، از اینجا به کجا می‌رویم، دیکتاتوری زمان شوروی و کلکتیویزم در آذربایجان و مطبوعات خارجی همچنین در کنفرانس‌های بین‌المللی به نظر خوانندگان و شنوندگان رسیده است.
آثار وی در موضوعات تمدن اسلام علم در قرون وسطی و دنیای اسلام فرهنگ تأثیر پیشرفت علم و تکنولوژی بر اروپا همچنین چگونگی تألیف تاریخ و فلسفه گذشتگان همیشه مورد توجه قرار گرفته است. مصاحبه‌ها و نوشته‌های او مربوط به ورزش به ویژه فوتبال بسیار گسترده است.
مجلس علم و هنر که به ریاست هاملت عیسی خانلی تشکیل یافته است همواره محل تجمع و مذاکره پژوهشگران شناخته شده شخصیت‌های علمی هنری جوانان مستعد بوده و در این مجلس مسائل و مشکلات روز همواره مطرح بوده است. در این مجلس علمی هنری علاوه بر میهمانان دعوت شده از کشورهای خارجی، پژوهشگرانی از آذربایجان نیز به ایراد سخن پرداخته‌اند. هاملت عیسی خانلی در این مجالس راجع به فلسفه و ادبیات، تصوف، تاریخ و نظریه ترجمه، ناسیونالیزم، جهانی شدن و وراثت معنوی، محیط الکترونیک، تاریخ شرق، جغرافیا و تاریخ ادبیات آذربایجان، مشکلات علم تاریخ و دیگر موضوعات مهم سخنرانی کرده و مقالاتی به چاپ رسانده است.
هاملت عیسی خانلی کارشناس در تاریخ و نظریه تحصیل، سیاست تحصیل
هاملت عیسی خانلی در زمرهٔ دانشمندان و شخصیت‌های اجتماعی پرنفوذی قرار دارد که در زمینهٔ سیاست تحصیل و فلسفه و تاریخ تحصیل به فعالیت پرداخته است. کتاب‌های وی با نام «دربارهٔ سیستم تحصیلی در اقتصادیات در حال گذر و نگاه از آذربایجان» همچنین «چه چیزی در سیستم آموزش عالی دنیای معاصر رخ می‌دهد و برنامهٔ دولتی در زمینهٔ اصلاحات در سیستم آموزش جمهوری آذربایجان در سال‌های ۲۰۰۸–۲۰۱۲ چگونه می‌تواند باشد؟» فلسفه و تاریخ قرون وسطی، تاریخ روابط شرق و غرب در تحصیل و علم، سیستم‌های تحصیلی، کیفیت در تحصیل، مقایسهٔ مشکلات تحصیلی اقلیت‌های ملی، و موضوعاتی از این قبیل در کشورهای مختلف و به زبان‌های گوناگون چاپ شده است. همچنین مقالات زیادی از وی راجع به همین موضوعات، همین‌طور مصاحبه‌های رادیویی و تلویزیونی وی از ایشان همواره مورد توجه کارشناسان و افراد ذی‌ربط قرار گرفته است. هاملت عیسی خانلی که دربارهٔ جهات مختلف مراکز تحصیلی در غرب و پژوهش‌های آنان به‌طور جدی به بررسی می‌پرداخت از اواسط ۱۹۸۰ سعی کرد راجع به بحران موجود در سیستم آموزش عالی آذربایجان و شوروی سابق پژوهش کند و نتایج آن را به نظر عموم برساند. وی مقالاتی در زمینهٔ اصلاحات بنیادی در سیستم تحصیلی کشور در روزنامه‌های که به زبان آذری و روسی چاپ می‌شد به رشتهٔ تحریر درآورد و سخنرانی‌هایی در رادیو و تلویزیون انجام داد.
در کشوری که در بحران سیاسی و اقتصادی غوطه-ور گشته و در شرایط جنگ به سر می‌برد ایده‌های نو به وجود می‌آمد و تطبیق می‌گشت. در این کار مهم یکی از فعالان اصلی هاملت عیسی خانلی بود. وی یکی از اعضای گروهی بود که در سال ۱۹۹۲ در کشور آذربایجان مستقل اولین قانون را در زمینهٔ تحصیل آماده کرد. هاملت عیسی خانلی همزمان با تأکید بر اصلاحات گام به گام در سیستم تحصیل همچنین ضرورت تأسیس مراکز آموزش عالی جدید را به رخ کشید که بتواند با دنیای در حال پیشرفت هماهنگ باشد. به نظر وی مراکز آموزش عالی جدید می‌بایست ویژگی‌های ذیل را در برمی‌داشت: برنامه‌های تحصیلی، اداره، پژوهش‌ها و تدریس با کیفیت، روابط مستمر میان دانشگاه و مراکز تولیدی صنعتی، اقتصاد دانش، سیستم تحصیلی متمرکز بر فعالیت‌های دانشجویان برنامه-های حاوی مراحل لیسانس، فوق لیسانس و دکتری.
وی در زمینهٔ آماده‌سازی نظری و تطبیق عملی این برنامه‌ها بر ضرورت بهره‌گیری از تجربیات ایالات متحده آمریکا که در زمینه آموزش عالی بهترین سیستم را دارد تأکید کرد. وی تأکید کرد که اگر در زمینهٔ تحصیل اصلاحات جدی به وجود آید این می‌تواند به فعال شدن جامعه و دموکراتیک شدن آن نیز کمک شایانی داشته باشد.
دانشگاه خزر
هاملت عیسی خانلی که در آذربایجان در زمینهٔ اصلاحات در سیستم تحصیلی به کوشش‌های خود ادامه می‌داد تصمیم گرفت تا یک مرکز آموزش عالی جدید با سیستم تحصیلی معاصر بنا کند. این کوشش‌ها که در پاییز ۱۹۹۰ آغاز شد در نتیجه در تاریخ ۲۰ دسامبر سال ۱۹۹۰ کابینهٔ وزرای جمهوری آذربایجان با بخشنامهٔ شمارهٔ ۲۸۶ مقرر کرد تا این دانشگاه که در ابتدا با نام دانشگاه انگلیسی زبان آذربایجان به ثبت رسید بنا شود؛ و به‌طور دقیق در تاریخ ۱۸ مارس ۱۹۹۱ با بخشنامه شماره ۴۱ دانشگاه خزر تأسیس گردید. دانشگاه خزر که در آذربایجان اولین دانشگاه خصوصی بود در سرزمین شوروی سابق نیز یکی از مراکز آموزش عالی خصوصی به‌شمار می-رفت. بعدها مؤسس این دانشگاه چگونگی تأسیس این دانشگاه و حوادث مربوط به آن را در نوشتهٔ خود با نام در سراغ خزر به زیبایی و مهارت به تصویر کشید.
هاملت عیسی خانلی یک ایده را به صورتی دقیق و درست بیان کرد: در کشوری که رشوه‌گیری و رشوه دهی به صورتی وسیع پخش شده به خصوص در سیستم تحصیلی آن کشور ریشه دوانیده است تأسیس یک مرکز آموزشی عالی که به صورت جدی و تمیز و باکیفیت بتواند به تحصیل دهی بپردازد بسیار ضروری است و این کار ممکن است. دانشگاه خزر با فعالیت‌های خود که روز به روز بیشتر و قوی‌تر می‌شد در میان کشورهایی که اقتصاد در حال گذر داشتند هم از لحاظ نظری و هم از لحاظ تجربی به صورت لیدر شناخته شد. در مرکز آموزش عالی جدید که توسط هاملت عیسی خانلی و بلاواسطه با رهبری وی تأسیس شده بود برنامه-های درسی با استانداردهای غرب تهیه گردید، روش کردیت انتخاب گردید که این روش به پیشرفت فردی دانشجویان کمک شایانی می‌کرد، روش‌های معاصر اداری تطبیق گردید، روابط بین-الملل بسیار مفید و وسیع برپا شد، کارشناسان خبرهٔ داخلی و خارجی به این دانشگاه دعوت شد. برای آنکه در این دانشگاه رشوه و روابط دوستانه راه نیابد کارهای زیادی انجام شد. به‌طور کلی تحصیل باکیفیت و جدی به یکی از قوانین حیاتی این دانشگاه تبدیل شد؛ و در نتیجه دانشگاه خزر در مدت زمان کوتاهی در آذربایجان و کشورهای شوروی سابق و در خاورمیانه به یکی از مراکز آموزشی عالی برتر تبدیل شد.
هاملت عیسی خانلی زبان انگلیسی را در دانشگاه خزر زبان اصلی تدریس اعلام نمود. این تصمیم موجب شد تا دانشجویان و معلمان به کتاب‌ها و پژوهش‌های چاپ شده در کشورهای غربی دسترسی پیدا بکنند همچنین کمک شایانی به برنامه‌های تبادل دانشجویی با کشورهای انگلیسی زبان خارجی و به دعوت شدن اساتید خارجی به دانشگاه کمک کرد.
به‌طور کلی برای رهایی از اطالت و یکنواختی و برای راه‌یابی به اندیشه نو تحصیل انگلیسی زبان عامل بسیار قوی بود. علی‌رغم این هاملت عیسی خانلی در برابر مجموعهٔ ارزش‌های غربی که آن را «ایمپریالیزم غربی» می‌نامند و در برابر این فشار نوع امپریالیزم به تحلیل همه‌جانبه فرهنگ ملی آذربایجان و به آموزش و پیشرفت آن پرداخت و این ایده را در دانشگاه خزر با موفقیت عملی کرد.
در سیستم آموزش عالی آذربایجان در برقراری سیستم دو پله‌ای لیسانس و فوق لیسانس، همچنین در تطبیق و راه اندازی مرحلهٔ سوم آموزش یعنی مرحلهٔ دکتری همین‌طور در تهیهٔ روش‌های ارزشیابی معاصر دانش و تطبیق آن نوشته‌های هاملت عیسی خانلی و فعالیت‌های بی‌دریغ او در این زمینه همچنین تجربهٔ دانشگاه خزر نقش مهمی را ایفا نمود. در سال‌های ۱۹۹۰–۱۹۹۶ هاملت عیسی خانلی با کوشش‌های جدید خود ایدهٔ تأسیس پروژهٔ بلونیا را پیشنهاد نمود که این ایده بعدها در سیستم آموزش عالی اروپا نیز تطبیق شد. وی در سال ۲۰۰۵ یکی از افراد اساسی در تهیهٔ این برنامه در آذربایجان به‌شمار می‌رفت.
مدرسهٔ دنیا
در سال ۱۹۹۸ هاملت عیسی خانلی مدرسه‌ای را با نام مدرسهٔ دنیا وابسته به دانشگاه خزر تأسیس کرد. از دورهٔ سه سالگی تا پایان تحصیلات متوسطه کودکان و نوجوانان در این مجموعهٔ تحصیلی و تربیتی مشغول می‌شوند که این مرکز یکی از مراکز تحصیلی مهم و شناخته شده در آذربایجان در زمینهٔ تحصیلات متوسطه می-باشد. در مدرسهٔ دنیا که همزمان با تحصیلات سنتی آذربایجانی تجربهٔ دنیای مدرن نیز در نظر گرفته می‌شود زبان آذربایجانی، زبان اول و زبان انگلیسی به عنوان زبان دوم تدریس می-شود. در ۱۶ ژانویه سال ۲۰۰۹ مدرسهٔ دنیا به لحاظ بین‌المللی نمرهٔ قبولی گرفته و در سازمان بین‌المللی ایبو به ثبت رسیده است. در دنیا هزاران دانشگاه مهم و معتبر دیپلم IBO را بسیار ارزشمند می‌شمارند. با تأسیس این مدرسهٔ معاصر و مهم هاملت عیسی خانلی نه فقط در زمینهٔ تحصیلات و آموزش عالی بلکه در زمینهٔ تحصیلات متوسطه نیز مرکزی مهم و قابل رقابت در سطح بین‌المللی به وجود آورد. وی از اوان کودکی تا دورهٔ دکتری و استادی یک شبکهٔ تحصیلی هماهنگ را تأسیس کرد.
هاملت عیسی خانلی پژوهشگر و استاد راهنما
هاملت عیسی خانلی با دانش و فعالیت‌های گسترده و قدرت مدیریتی خود در زمینهٔ شکوفایی و پیشرفت پتانسیل انسانی نیز کارهای زیادی به انجام رسانده است. وی به عنوان مدیر در زمینهٔ تحصیلات و علوم جوانان، دانشمندان و اساتید پرشماری را برای تحصیل و پژوهش و کسب تجربیات علمی به کشورهای پیشرفته اعزام کرده است. همزمان و همراه با این فعالیت‌ها خود وی نیز مستقیماً به کار تربیت کارشناسان و معلمان کارشناس نیز مبادرت ورزیده است. هاملت عیسی خانلی در آذربایجان «دانشگاه دولتی، آکادمی دولتی نفت آذربایجان، دانشگاه دولتی اقتصاد آذربایجان، دانشگاه خزر» و در کشورهای شوروی سابق، در اروپا و آمریکا، در خاورمیانه و خاور دور… در دوره‌های لیسانس و فوق لیسانس و دکتری تدریس کرده و به پژوهش-های علمی پرداخته است.
۱. عناوین درسی که وی در زمینهٔ ریاضیات و تطبیق آن گفته است:
هندسهٔ تحلیلی و جبر خطی، تحلیل ریاضی، جبر عالی، معادلات دیفرانسیل، تحلیل فونکسیانل، فضاهای فونکسیانل و نظریهٔ انتگرال، تحلیل مجموعی، فضاهای توپولوژیک، جبرهای باناخ، نظریهٔ اپراتورها، نظریهٔ اسپکتال اپراتورها، نظریهٔ اسپکتال دارای پارامترهای گوناگون، نظریهٔ ابلاست‌های عددی، نظریهٔ عملیات‌ها، مبانی مکانیک کوانت.
۲. در زمینهٔ تاریخ فرهنگ و دانش:
تاریخ کشفیات علمی، تاریخ تحصیل، تاریخ فرهنگ، ترک‌ها و آذربایجان، تاریخ فرهنگ و علوم عقلی.
۳. در زمینهٔ ادبیات:
مبانی ادبیات آذربایجان، هویت ملی و ادبیات، صنعت شش، ترجمهٔ ادبی، تاریخ، نظریه و تجربه، فلسفه و شعر.
هاملت عیسی خانلی به عنوان استاد راهنمای زحمتکش نسبت به دانشجویان مشغول در زمینهٔ پژوهش است. وی می‌کوشد تحفه‌های خود را در زمینهٔ افزایش جهان بینی و دانش نسبت به دانشجویانی که در این زمینه دارای استعداد هستند ببخشد. برخی از دانشجویانی که تحت رهبری وی مشغول پژوهش و دفاع از رساله‌های علمی خود بوده‌اند اکنون در آمریکا، اروپا، روسیه، اسرائیل، ترکیه و ایران و دیگر کشورها مشغول تدریس و پژوهش می‌باشند.
فعالیت در عرصهٔ بین‌المللی
هاملت عیسی خانلی یکی از افراد پرکار در زمینهٔ فعالیت بین‌المللی است. هنوز در دورهٔ شوروی یعنی زمانی که وی در دورهٔ جوانی به سر می‌برد در کشورهای لهستان، کانادا، بریتانیا و آلمان وی مشغول پژوهش بوده، در کنفرانس‌های بین‌المللی سخنرانی می-کرده، در دانشگاه تدریس می‌کرده، بسیاری از آثارش یا ترجمه شده یا به‌طور مستقیم در آمریکا و کشورهای پرنفوذ دیگر و در مجلات معتبر به چاپ رسیده بود. وی خود مستقیماً با دعوت از همکاران خارجی خود موفق به تأسیس شبکهٔ همکاری بین‌المللی مفید گردید. در سال ۱۹۸۵ وی در کانادا در دانشگاه کالگاری سخنرانی‌های علمی داشت که بعدها این سخنرانی‌ها به عنوان منبعی علمی برای کارشناسان و اساتید به‌شمار رفت. با تأسیس دانشگاه خزر و اولین دانشگاه خصوصی فعالیت بین‌المللی هاملت عیسی خانلی افزایش یافت. وی به عنوان کسی که در زمینهٔ سیاست فرهنگی- علمی فعالیت نموده و مؤسس یک مرکز آموزش عالی معاصر می‌بود در صحنهٔ بین-المللی به یکی از افراد معتبر تبدیل گردید. همچنین صدای وی را می‌توان در کارهای مهم بین-المللی همچون حل مناقشات بین‌المللی مسائل انسان دوستی و پروسه‌هایی از این قبیل شنید. هاملت عیسی خانلی همکاری‌هایی با سازمان‌های پرنفوذ بین‌المللی دارد، وی در هیئت مدیرهٔ سازمان‌های بین‌المللی به فعالیت می‌پردازد، با سازمان‌های بین‌المللی معتبری همچون یونسکو، شورای اروپا UNDP، ناتو، اراسموس، پتموس، صندوق اوراسیا، انستیتوی جمعیت باز، بانک جهانی و دیگر سازمان‌های پرشمار دیگر همکاری‌های نزدیک دارد.
هاملت عیسی خانلی در عرصهٔ بین‌الملل به عنوان شاعر نیز شناخته می‌شود، کتاب‌ها و اشعار او به زبان‌های مختلف ترجمه می‌گردد.
مجلس علم و هنر که به رهبری و تأسیس هاملت عیسی خانلی اکنون فعال هست کمک شایانی به بین‌المللی شدن فعالیت‌های وی می‌کند؛ زیرا افراد مختلفی از اقصی نقاط جهان برای مذاکرات و سخنرانی‌های علمی به این مجلس دعوت می‌شود. این مجلس که اکنون در آذربایجان و دیگر کشورها نفوذ زیادی را به دست آورده می‌کوشد به دور از مسائل حاشیه‌ای به جهان اندیشی بپردازد و به مبارزه با تقلب‌های علمی و تاریخی می‌پردازد.
نام‌ها و جوایز
- ۱۹۶۵: مدال طلا- فارغ‌التحصیل از تحصیلات متوسطه، گرجستان.
- ۱۹۷۰: دیپلم برتر، دانشکده ریاضیات و مکانیک، دانشگاه دولتی آذربایجان.
- ۱۹۷۳: دکترای علوم ریاضی و فیزیک، دانشگاه دولتی مسکو به نام لوموسونو، دانشکده ریاضیات و مکانیک علوم آذربایجان.
- ۱۹۷۳–۱۹۸۸: پژوهشگر علمی برتر دانشکدهٔ مکانیک و ریاضی آکادمیک علوم آذربایجان، رهبر گروه علمی پژوهشی.
- ۱۹۷۵–۱۹۷۶: پژوهشگر در گروه نظریهٔ تحلیل-های فونکسیانال دانشگاه دولتی مسکو به نام لوموسونو.
از ابتدای ۱۹۷۶: مقالات علمی او از سوی هیئت رئیسهٔ آکادمی علوم شوروی سابق در لیست برترین‌های علمی داخل شده است. ۱۹۷۹–۱۹۸۱ دانشیار دانشگاه دولتی آذربایجان.
از سال ۱۹۷۹ تاکنون در آمریکا، اروپا و آسیا استاد مدعو مراکز پژوهشی و دانشگاه‌های پرشمار، رهبر طرح‌های بین‌المللی پرشمار، مدیر کنفرانس‌های بین‌المللی.
- ۱۹۸۳: دکترای علوم ریاضی و فیزیک، مسکو، دانشکده ریاضیات استکلو در آکادمی علوم شوروی سابق.
۱۹۸۸–۱۹۹۰: مدیر گروه ریاضیات دانشکدهٔ اقتصاد و مالیات لنین گراد شعبهٔ باکو.
۱۹۹۱: مؤسس دانشگاه خزر.
از سال ۱۹۹۱ تاکنون مدیر دانشگاه خزر.
۱۹۹۴: جایزهٔ یوسف محمد علی‌اف را گرفته که این جایزه به خاطر خدمات وی در زمینهٔ علمی و تحصیلی بوده است.
از سال ۱۹۹۵ تاکنون سردبیر مجله‌های پژوهش‌های آذربایجان، ریاضیات خزر، همچنین دبیر نشریهٔ ادبی خزر خبر بوده، همین‌طور مؤسس مجلهٔ باستان‌شناسی آذربایجان است.
۱۹۹۶ تاکنون هم‌صدر شورای مدیران دانشگاه‌های آذربایجان.
۱۹۹۷: مؤسسهٔ تیم ورزشی دانشگاه خزر.
۱۹۹۹–۲۰۰۴: تیم فوتبال در لیگ برتر، از ۱۹۹۹ تاکنون تیم بسکتبال در لیگ برتر، سال ۲۰۰۵ تیم شطرنج.
۱۹۹۹۷–۱۹۹۹: عضو هیئت مدیرهٔ صندوق قفقاز اوراسیا در تفلیس.
۱۹۹۸–۲۰۰۲: عضو هیئت مدیرهٔ صندوق سوروس یعنی همان تشکیلات جمعیت باز در آذربایجان.
۲۰۰۰–۲۰۰۷: عضو کمیتهٔ اجرائیه فدراسیون فوتبال آذربایجان.
۲۰۰۱-اکنون: رئیس سازمان دانشگاه‌های خصوصی در آذربایجان.
۲۰۰۱: عضو حقیقی آکادمی علوم بین‌المللی در بخش پیشرفت علمی.
۲۰۰۴: به خاطر موفقیت در زمینهٔ شعر و ادبیات جایزهٔ قلم زرین را گرفته است.
۲۰۰۵: عضو آکادمی علوم اجتماعی و تحصیلی روسیه.
۲۰۰۵: به خاطر خدمات وی در زمینهٔ فرهنگ و آذربایجان همچنین در زمینهٔ پیشرفت علوم ملی آذربایجان وی جایزهٔ صمد ورقون را دریافت کرده است.
۲۰۰۵: عضو کمیتهٔ تحصیل در نزد نهاد ریاست جمهوری آذربایجان.
۲۰۰۸: دکترای افتخاری از دانشگاه تایلین در استونیا.
۲۰۰۸: اولین معاون رئیس در اتحادیهٔ دانشگاه-های اوراسیا.
۲۰۱۰: وی به خاطر تهیهٔ کتاب شعر عشق آذربایجان همچنین تبلیغ شعر معاصر و کلاسیک آذربایجان موفق شده است جایزهٔ جعفر جبارلی را بگیرد.
۲۰۱۰: وی به خاطر تأسیس مرکز آموزشی عالی جدید مطابق با استانداردهای بین‌المللی و خدمات بی‌شایانش در پیشرفت آذربایجان جایزهٔ ملی خزر را دریافت کرده است.
۲۰۱۰: عضو شورای رئیسان و مؤسسان صندوق قره-باغ در آمریکا.
۲۰۱۲: یکی از مؤسسان صندوق تحصیل و پژوهش خزر در لوکزامبورگ بلژیک.
دربارهٔ او
زندگی و فعالیت‌های هاملت عیسی خانلی در آثار هنری کتاب‌ها و مقاله‌ها و همچنین در نوشته‌های ادبی مختلفی از سوی مؤلفان به تصویر کشیده شده است. فؤاد تانریوردیو در کتابی که در سال ۱۹۹۷ با نام هاملت عیسی خانلی عمر دانشمند و مؤسس به چاپ رسانده است زندگی و فعالیت این دانشمند را به شکل همه‌جانبه‌ای بررسی نموده است. در کتابی که با نام «به این دنیا چه آورده‌ام…» هاملت عیسی‌یف در سال ۲۰۰۵ توسط کینیاز اسلون و واحد عمرلی نوشته شد و در زبان‌های آذری و روسی به چاپ رسید، فعالیت‌های علمی و اجتماعی هاملت عیسی خانلی همچنین گفته‌های خادمان فرهنگی- هنری دانشمندان مختلف از کشورهای گوناگون دربارهٔ وی به تصویر کشیده شده است. همراه با این خبرنگاران، دانشمندان، نویسندگان و شعرای مختلفی از کشورهای مختلف از جمله آذربایجان، ترکیه، گرجستان، ایران، چین و استونی درباره-ی وی مقالات پرشماری را به چاپ رسانده‌اند. در مقالات و نوشته‌های علمی به ویژه تألیفاتی که راجع به ریاضیات به ثمر رسیده همین‌طور در پژوهش‌های علوم انسانی به آثار هاملت عیسی خانلی ارجاع شده برخی از این نوشته‌ها با استناد به تألیفات وی به ثمر رسیده است. وی در تمامی برنامه‌های رادیو تلویزیونی آذربایجان همین‌طور در برنامه‌های تلویزیونی رادیویی در کشورهای غربی و شرقی، در کشورهای پیشرفته در روزنامه‌ها و مجلات به عنوان مهمان شرکت کرده، مصاحبه‌هایی داده است. از شعرای آذربایجانی نریمان حسن‌زاده، حسین کوردوقلو، مظفر شکور، شاهین فاضل، سعادت بوتا و دیگران راجع به شخصیت عیسی خانلی اشعاری سروده‌اند. دربارهٔ فعالیت‌های علمی هنری وی همچنین در مورد شخصیت ایشان در آذربایجان دانشمندان و مولفانی همچون جمال مصطفی¬¬یف، ماناف سلیمان‌اف، نورالدین رضایف، نولود سلیمان لو، میرعباس قاسم‌اف، ودادی بابانلو، نریمان حسن‌زاده، زلیم خان یعقوب، کامران نظیرلی، خلیل مجداقلو، واقف آرزومانلی، آیدین خان و دیگران همچنین در ترکیه متین توران، در چین وان زن بو، در روسیه، وو. اودینتس، در ایران، گرجستان و دیگر کشورها شخصیت‌های هنری علمی افکار ارزشمندی را بیان نموده مقالاتی را به چاپ رسانده‌اند. نوشتهٔ علیرضا خلف‌لی شاعر، نویسنده و خبرنگار، سردبیر روزنامه کرودو با نام داستان زندگی اندیشه‌های فلسفی ادبی مجموعهٔ شعری زیارت هاملت عیسی خانلی همچنین کتاب نشریات دانشگاه خزر ۲۰۱۲ جایگاه مهمی را دارد که در این آثار نوشته‌های ادبی هاملت عیسی خانلی جمع‌آوری گردیده است.
علاوه بر این‌ها در آثار نقاشی، فرش بافی، موزائیک‌ها و دیگر نمونه‌های هنری شخصیت هاملت عیسی خانلی ترسیم گردیده است.